# サバイバルエンジン
『サバイバルエンジン』（サバイバル・エンジン）は、NHK-Eテレ「シャキーン!」内で2021年度よりスタートのアニメコーナー。アニメーション制作はFrying Ship Studio。

## あらすじ
トオルとルーシーの兄妹が大昔の時代にタイムスリップしサバイバルする。

## 登場人物
トオル
声 - 上西哲平
ルーシー
声 - 朝日奈丸佳
ララ
声 - 向井莉生
ハテサテ
声 - 宮田幸季

## テレビアニメ
2021年4月より、NHKEテレ『シャキーン！』アニメコーナーで毎週水曜日（不定期）の短編アニメとして、テレビアニメ化された。